# Madama (Níger)

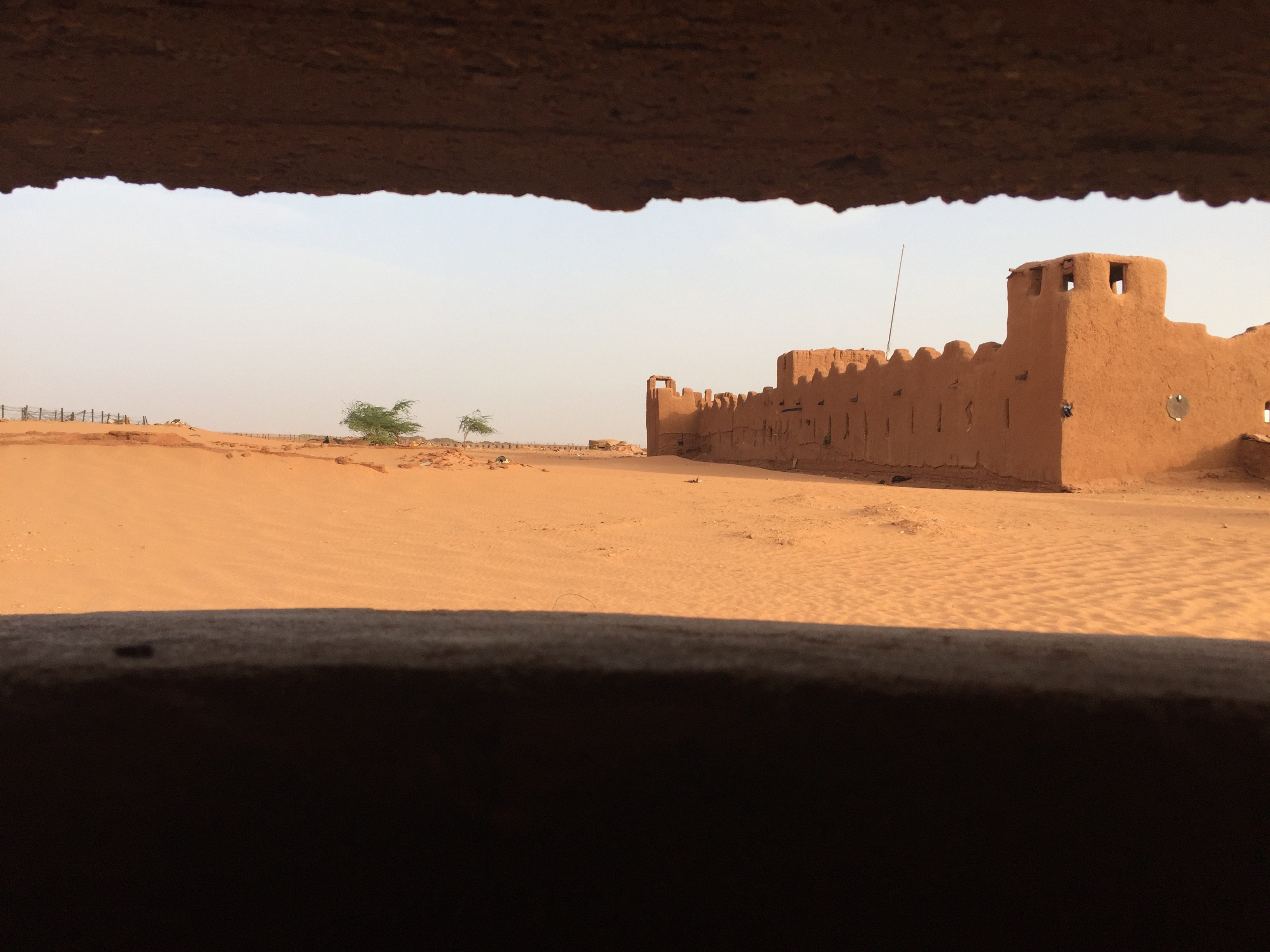
Vista del fuerte de Madama desde el norte, junio de 2017

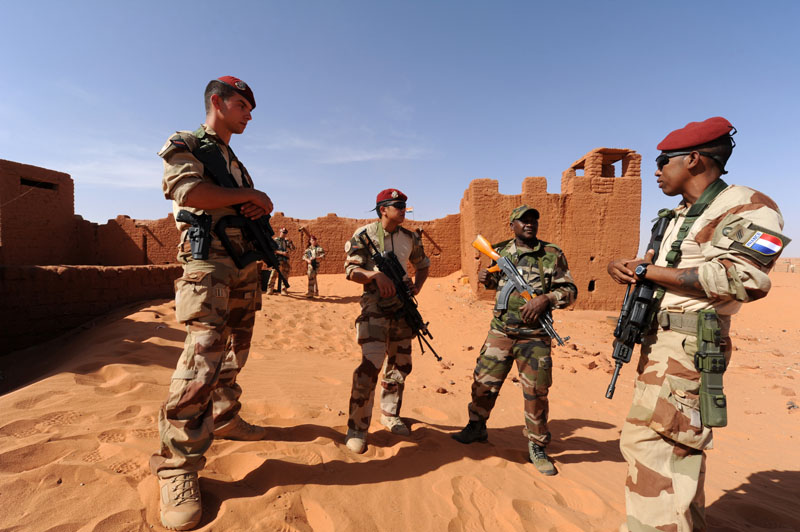
Paracaidistas franceses y soldados nigerinos conversan sobre el antiguo fuerte de Madama, noviembre de 2014.

Madama es un asentamiento fronterizo en la frontera noreste de Níger. Poco más que un puesto militar, el asentamiento sirve como una estación fronteriza para el control de los viajes entre Níger y Libia. También es el sitio de un antiguo fuerte colonial francés, construido en 1931. El fuerte está rodeado por una alambrada y un campo de minas terrestres.
Regularmente, el ejército de Níger mantiene una guarnición de un centenar de soldados, dependiente del 24.º Batallón Interarmes de Dirkou.
El 23 de octubre de 2014, el gobierno francés anunció planes para establecer en el fuerte Madama helicópteros y 50 tropas, en el marco de la Operación Barkhane. El ejército francés construyó una base de operaciones avanzada en el lugar: el 1 de enero de 2015, contaba con entre 200 y 250 soldados franceses estacionados en Madama.
El aeródromo Madama consta de una pista de laterita con una longitud de 1,3 metros (1,4 yd). Los trabajos del 25º Regimiento de Ingenieros Aéreos y del 19º Regimiento de Ingenieros permitieron la reconstrucción de la pista a partir de noviembre de 2014, previéndose la ampliación de la pista y la construcción de una rampa, dos zonas de aparcamiento para aviones y helipuertos. Los aviones de transporte táctico pueden aterrizar en Madama desde diciembre de 2014. En 2017, el avión de transporte A400M realizó su primera misión operativa en Níger tras aterrizar en Madama.